# Lodine
Lodine (en sard, Lodine) és un municipi italià, dins de la província de Nuoro. L'any 2007 tenia 408 habitants. Es troba a la regió de Barbagia di Ollolai Limita amb els municipis de Fonni i Gavoi.

## Administració
| Període | Identitat       | Partit        |
| ------- | --------------- | ------------- |
| 2005-   | Francesco Bussu | Llista Cívica |